# Angfeld
Angfeld ist ein Gemeindeteil der Gemeinde Illschwang im Landkreis Amberg-Sulzbach (Oberpfalz, Bayern).

## Lage
Angfeld liegt im nördlichen Teil der Gemeinde Illschwang.
Östlich des Dorfes verläuft die Staatsstraße 2164, westlich befindet sich die Angfeldhütte der Sektion Sulzbach-Rosenberg des DAV.

## Geschichte
Die Gemeinde Angfeld wurde im Rahmen der Gebietsreform am 1. Mai 1978 aufgelöst. Die Gemeindeteile Aichazandt, Angfeld, Einsricht, Frankenhof, Haar, Hackern, Mörswinkl, Hermannsdorf und Seibertshof wurden nach Illschwang eingemeindet, die Gemeindeteile Stiftersloh, Prohof und Grund kamen zu Sulzbach-Rosenberg.